# Marshall (Arkansas)
Marshall é uma cidade localizada no estado americano de Arkansas, no Condado de Searcy.

## Demografia
Segundo o censo americano de 2000, a sua população era de 1313 habitantes.
Em 2006, foi estimada uma população de 1270, um decréscimo de 43 (-3.3%).

## Geografia
De acordo com o United States Census Bureau, a localidade tem uma área de 6,7 km², sem área coberta por água. Marshall localiza-se a aproximadamente 289 m acima do nível do mar.

## Localidades na vizinhança
O diagrama seguinte representa as localidades num raio de 36 km ao redor de Marshall.